# ОШ „Љубица Јовановић Радосављевић” Подвршка
ОШ „Љубица Јовановић Радосављевић” у Подвршци наставља традицију основног образовања прве школе, отворене 1870. године.
Од 1930. године основна школа у Подвршки носи име ресавског војводе Стевана Синђелића, то име ће носити до 1972. године, када ће добити данашњи назив, по некадашњој учитељици школе и учеснику НОБ-а Љубици Јовановић Радосављевић (1915 — 1943).

## Историјат
По отварању две године касније основано је подручно одељење у Петровом Селу. Пошто је настава дуго одржавана у неадекватном објекту, 1902. године саграђен је нова зграда школе. Исте године основана је школа у селу Манастирици.
Школа у Подвршки је из године у годину повећавала број ђака, па је остало забележено да је школске 1945/1946. имала 364 ђака (без Петровог Села и Манастирице), што је представљао највећи број у Кључу (Кладово је имало 244). Након Другог светског рата, отворене су школе и у Дураку, Речици, Планиници. Највећи број ђака у Подвршки (укључујући подручна одељења) било је школске 1966/1967. када је забележено укупно 526 ученика. 
Школа је делила судбину читавог краја, са великим бројем становника на привременом раду у иностранству, одлази и све већи број њихове деце, па ће број ученика у школи константно опадати. Временом ће се због малог броја ученика угасити подручна одељења у Речици и Дураку. Школа у Петровом Селу ће опстати до 1980. године, а у Манастирици до 2008. Данас, школске 2016/2017. године школа у Подвршки више нема подручних одељења и броји укупно 73  ђака.